# 藥物假期
藥物假期（drug holiday）是指病患停止用藥一段時間，可能從幾天、幾個月甚至到幾年。
有許多醫療方式中有包括藥物假期在內，最有名的是人類免疫缺陷病毒治療，有研究發現停藥可以促進免疫系统攻擊病毒。

## HIV治療
HIV會選擇性的針對已活化的輔助型T細胞，因此時間一長，人類免疫缺陷病毒可能已經選擇性的殺死所有可以對抗HIV病毒的輔助型T細胞，讓免疫系統無法對抗此感染源，刻意製造藥物假期的目的是有一段時間，讓病毒夠多，使可以對抗它們的T細胞得以活化並且繁殖。
2006年的HIV文獻回顧有提到「有二個研究認為所謂的藥物假期對病患沒有幫助，反而有害，不過有一個研究認為此想法仍有值，需要重新評估。」

## 其他
其他藥物假期的理由是讓藥物在使用一段時間後重新恢復效果，並且減少藥物耐受性。
除了為了治療效果而有的藥物假期外，也有時會為了減少药物不良反应，讓病患在像是週末或是假日可以有較正常的生活，或是為了參與特殊的活動而有藥物假期。例如选择性5-羟色胺再摄取抑制剂的抗抑郁药治療，會有藥物假期，以避免或減少有關性功能障碍的副作用。
在精神疾病的治療中，藥物假期可能是開始停止治療過程的一部份。藥物假期也可以評估藥物的助益以及不想要的副作用，一般會假設這兩者都會在藥物假期中慢慢消失。